# Sven Birkerts
Sven P. Birkerts (* 21. September 1951 in Pontiac, Michigan) ist ein US-amerikanischer Essayist und Literaturkritiker lettischer Abstammung.

## Leben und Werk
Birkerts wurde als Sohn des lettischen Architekten Gunnar Birkerts geboren. Er studierte an der Cranbrook Kingswood School in Bloomfield Hills und an der University of Michigan in Ann Arbor, an der er 1973 graduierte. 
Er lehrte Literatur an der Ostküste, so an der Harvard University in Cambridge (Massachusetts), am Emerson College in Boston, Amherst College in Amherst und schließlich am Mount Holyoke College in South Hadley. Birkerts gibt Schreibkurse am Bennington College in Bennington in Vermont und ist Herausgeber des Literaturjournals AGNI.
Sein bekanntestes Werk sind The Gutenberg Elegies (dt.: Die Gutenberg Elegien), in welchen er den Verlust der Lesefähigkeit durch die vermeintlichen Vorteile des Internets und vergleichbarer Technologien der sogenannten electronic culture beklagt. An plastischen Beispielen zeigt Birkerts den dadurch entstehenden Schaden für die Weitergabe von Bildungstraditionen der abendländischen Gesellschaft auf.
2012 wurde Sven Birkerts in die American Academy of Arts and Sciences gewählt.

## Werke
- An Artificial Wilderness: Essays on 20th Century Literature. (1987). New York: William Morrow.
- The Electric Life: Essays on Modern Poetry. New York, William Morrow, 1989.
- American Energies: Essays on Fiction. New York, William Morrow 1992.
- The Gutenberg Elegies: The Fate of Reading in an Electronic Age. Boston, Faber and Faber, 1994. auf Deutsch erschienen unter dem Titel:
  - Die Gutenberg Elegien. Lesen im elektronischen Zeitalter. Frankfurt, S. Fischer, 1997. ISBN 3-10-003508-9.
- Readings. St. Paul (MN), Graywolf Press, 1999.
- My Sky Blue Trades: Growing Up Counter in a Contrary Time. New York, Viking, 2002.

Div. Zeitschriftenartikel, u. a.:
- Postmodern Picaresque. In: The New Republic, 200:13 (27. März 1989), 36–40

## Zitate
- Die Zeit des Lesens, die Zeit, die durch die Resonanz der Sprache des Buchautors im Ich definiert ist, ist nicht Weltzeit, sondern Seelenzeit.
- Der Dauer verpflichtet, sperrt sich das Lesen gegen die Vorstellung von der Zeit als einem simplen Nacheinander.
- Wer freiwillig ein Buch aufschlägt, konstatiert damit auf einer bestimmten Ebene entweder die Unzulänglichkeit des eigenen Lebens oder seiner Haltung zum Leben.
- Denken ist eine verschlungene Choreografie von Bewegung, Übergang und Ruhe, ein Aufscheinen der Muskulatur des Geistes.